# Abraham Troostwijk

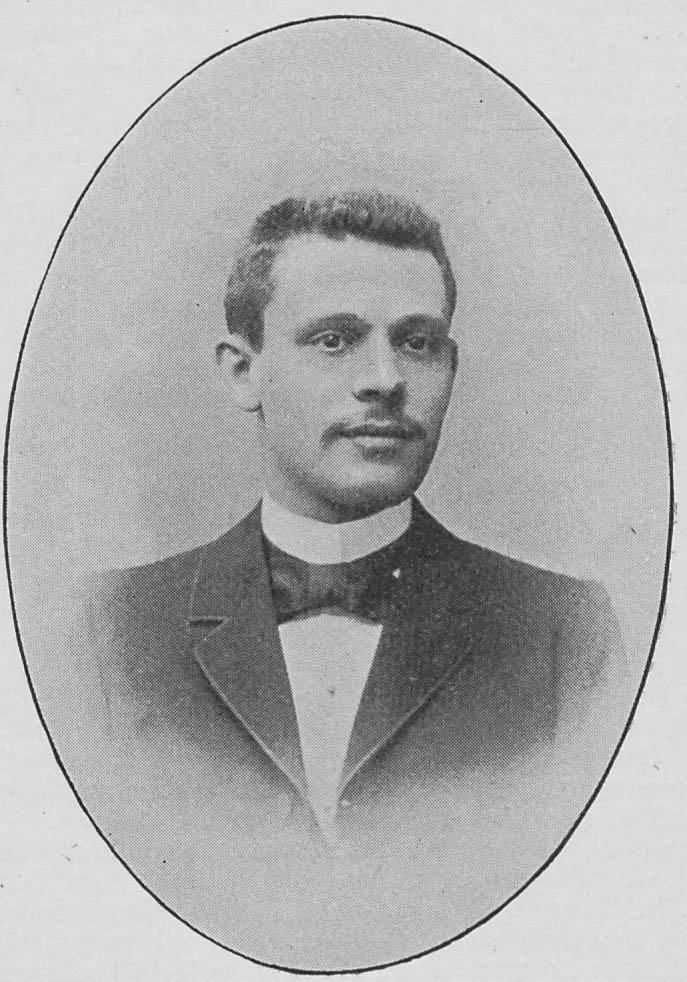
Abraham Troostwijk in Onze Musici, 1898

Abraham Troostwijk (Zwolle, 15 december 1868 – Utrecht, 21 februari 1904) was een Nederlands violist.
Hij was zoon van koopman Israël Troostwijk en Hester Bakker wonende aan de Papenstraat. Hijzelf trouwde met Aleida Maria Theodora Engelkamp. Hij kreeg zijn opleiding van André van Riemsdijk, die op zich leerling was van Hubert Léonard in Parijs.
Troostwijk werd violist en concertmeester in Arnhem en werd leraar aan de Muziekschool van de Maatschappij tot Bevordering der Toonkunst in Utrecht. Aldaar trad hij toe tot het Stedelijk Orkest Utrecht (2e concertmeester). Hij gaf voorts soloconcerten en maakte deel uit van het strijkkwartet rondom Gerrit Veerman. Hij overleed op jonge leeftijd na een lang ziektebed.